# Узункуча
Узункуча (узб. Uzun Koʻcha / Узун Кўча) — посёлок городского типа, расположенный на территории Избасканского района Андижанской области Республики Узбекистан.
Статус посёлка городского типа с 2009 года.